# The Weeknd
Abel Makkonen Tesfaye (n. 16 februarie 1990, Toronto, Ontario, Canada), cunoscut odinioară sub numele de The Weeknd, este un cântăreț și producător muzical canadian. În anul 2010, Tesfaye a încărcat câteva melodii pe YouTube sub numele de The Weeknd, lucru care a ajutat mult la cariera sa. A realizat câteva mixtape-uri. În 2011 a lansat House of Balloons, Thursday și Echoes of Silence. Un an mai târziu, Tesfaye a lansat albumul Trilogy, fiind primul album din cariera sa. Următorul album a fost Kiss Land. Al treilea album numit Beauty Behind the Madness a devenit primul lui album care a ajuns numărul-unu în Billboard 200. Pe acest album se găsesc piesele Earned It, The Hills și Can't Feel My Face.

## Copilărie
Abel Makkonen Tesfaye s-a născut în data de 16 februarie 1990 în Toronto, Ontario, Canada, și a crescut în Scarborough, și este singurul copil. El este de origine Etiopiană; părinții lui, Makkonen și Samra, au migrat din Etiopia în anii 1980. Mama lui a lucrat în mai multe locuri de muncă, inclusiv asistentă medicală, catering, și școală de noapte. A crescut ascultând o varietate de genuri muzicale, inclusiv soul, quiet storm, hip hop, funk, indie rock, și post-punk.Tatăl lui își abandonase familia, iar mama sa a fost în mod constant la lucru, bunica lui a avut grijă de el toată copilăria sa. Din acest motiv,Tesfaye vorbește fluent limba amharică; a fost prima limbă pe care a învățat-o. Bunica lui l-a luat la serviciile ale bisericii orodoxe etiopiene.
Tesfaye spune că a adoptat numele său de scenă The Weeknd după abandonul de liceu la vârsta de 17 ani și, împreună cu un coleg, „a plecat un week-end și nu s-a mai întors acasă”. Ortografia a fost modificată pentru a evita problemele de marcă cu o trupă canadiană deja numită week-end.

## Viață personală
Tesfaye a început întâlnindu-se cu Bella Hadid la începutul lui 2015, cuplul a fost văzut prima dată împreună în aprilie la Coachella. Hadid a jucat în videoclipul "In the Night", în decembrie 2015. Ei de asemenea și-au făcut apariția pe covorul roșu ca cuplu la the 2016 Grammy Awards în februarie. Pe 11 noiembrie 2016 s-a raportat că cuplul s-a despărțit. El a început o relație cu Selena Gomez în ianuarie 2017.
Coafura lui parțial inspirată de la Jean-Michel Basquiat a fost de departe cea mai recunoscută trăsătură. În 2016, și-a tăiat părul, care a putut fi observat în videoclipul muzical al primului său single; titlul celui de-al treilea album este Starboy.
În rețelele de presă sociale, cum ar fi Twitter, el și-a terminat numele cu "xo". Potrivit lui Hoby, se înțelege ca un emoticon pentru "un sărut și o îmbrățișare", în timp ce Zara Golden de la VH1, The Torch și GQ au spus că este în schimb o referire la utilizarea sa recreațională a ecstasy și oxicodonei.
El este un fan al serialului Game of Thrones.

## Premii
Tesfaye a câștigat 1 Emmy 4 Grammy Awards, 19 Billboard Music Awards, 6 American Music Awards, 15 Juno Awards 2 Mtv Music Award 1 Brit Award 7 IHeartRadio Music Award și fost nominalizat pentru un Academy Award. 

## Filantropie
Fiind prezentat Bikila Award for Professional Excellence Award în 2014, el a decis să doneze 50.000 $ către o clasă de la Universitatea din Toronto pentru Gî'îz, este limba liturgică a creștinilor etiopieni. În 2015 a colaborat cu Fundația Ryan Seacrest de a vizita Spitalul de Copii din Atlanta. În 2016, el donează $250,000 la Black Lives Matter.

## Probleme cu legea
În Ianuarie 2015, Abel a fost arestat pentru lovirea unui polițist. El a fost condamnat la 50 de ore de serviciu în folosul comunității.

## 2015: Beauty Behind the Madness
Beauty Behind the Madness a fost lansat pe 28 august 2015, cu vânzări de  412,000 unități echivalente (326,000 de albume) în prima saptămână. Albumul a ajuns în top 10 în peste 10 țări și urcând până pe primul loc în topurile din Canada, Australia, Norvegia și Regatul Unit. Abel Tesfaye a promovat albumul în festivalurile de muzică, inclusiv Lollapalooza, the Hard Summer Music Festival, Bumbershoot Festival. De asemenea a anunțat primul său turneu pe scară largă în Statele Unite, turneul a început pe 3 noiembrie 2015 și sa terminat pe 19 decembrie 2015. Albumul a fost certificat cu dublu platină, având vânzări de peste 2 milioane în întreaga lume. În decembrie 2015, Billboard a raportat că Beauty Behind the Madness a fost cel mai ascultat album pe tot parcursul anului 2015, cu peste 60 de milioane de ascultători.
Pe 8 septembrie 2015, The Weeknd devine primul artist de sex masculin care a deținut simultan primele trei locuri pe tabloul Billboard Hot R&B Songs. Toate au fost certificate cu platină în Statele Unite. The Weeknd a fost prezent în mai multe colaborări în acest an, Belly "Might Not", Meek Mill "Pullin Up" și Travis Scott "Pray 4 Love". The Weeknd a colaborat cu Future pentru melodia "Low Life", singel certificat cu triplu platină. Pe 10 octombrie 2015, The Weeknd sa alăturat actriței Amy Schumer pe Saturday Night Live ca invitat. Aceasta a fost prima sa performanță ca artist solo într-un show TV, după ce a apărut în timpul setului lui Ariana Grande pentru colaborarea lor intitulată "Love Me Harder".

## 2016-2018 Starboy și My Dear Melancholy
Abel Tesfaye a fost prezentat pe „FML”, o piesă din Viața lui Pablo de Kanye West. A marcat a doua colaborare între pereche, West oferind producție și scriind pe „Spune-ți prietenilor” din Beauty Behind the Madness. Abel a apărut pe „6 Inch”, a cincea melodie din Lemonada lui Beyoncé.
În august 2016, Tesfaye a anunțat o colaborare cu producătorul de discuri norvegian Cashmere Cat, intitulată „Wild Love”.
În septembrie 2016, Abel a anunțat un nou album, Starboy, cu o dată de lansare din noiembrie 2016 și care include colaborări cu duo-ul francez de muzică electronică Daft Punk. El a lansat melodia titlului albumului, care prezintă Daft Punk pe 21 septembrie. Piesa a primit certificare de platină și a ajuns pe locul 1 în Statele Unite, precum și în diferite alte țări. O a doua colaborare cu Daft Punk, intitulată „I Feel It Coming”, a fost lansată o săptămână înaintea lansării albumului, alături de eforturile solo „Party Monster” și „False Alarm”.
Pe 1 octombrie 2016, Tesfaye s-a întors la Saturday Night Live, interpretând „Starboy” și „False Alarm”.
El a lansat un scurtmetraj de 12 minute, intitulat M A N I A, pe 23 noiembrie.  Regizat de Grant Singer, a inclus fragmente din album, inclusiv fragmente din „All I Know” cu Future, „Sidewalks” cu Kendrick Lamar, „Secretele” și „Die for You”.
În februarie 2017, Tesfaye a apărut pe Hndrxx, al șaselea album de studio al Future, precum și pe single-ul de debut Some Way de la Nav, care a fost semnat de XO în ianuarie 2017.
În aprilie 2017, el a devenit primul lungmetraj folosit de Lana Del Rey, apărând pe „Lust for Life”, piesa principală și al doilea single de pe al cincilea album de studio. A fost prezentat în „A Lie” din French Montana, al treilea single de pe al doilea album Jungle Rules și pe single-ul de debut al lui Cashmere Cat „Wild Love” din albumul său 9. A apărut în videoclipul regizat de Virgil Abloh pentru Lil Uzi Vert ” XO Tour Llif3 "alături de XO semnat Nav. Ulterior a fost prezentat pe Luv Is Rage 2 de Lil Uzi Vert și pe al unsprezecelea album de studio Mr. Davis al lui Gucci Mane.
În ianuarie 2018, a fost nominalizat pentru cel mai bun album urban contemporan la 60 de ani de la premiile Grammy pentru Starboy și a ajuns să câștige premiul.
Pe 31 ianuarie 2018, Top Dawg Entertainment a dezvăluit lista completă a albumului coloanei sonore Black Panther, organizat de Kendrick Lamar, cu Tesfaye prezentat pe una dintre piese, Pray for me. Pe 2 februarie 2018, a fost lansat ca al treilea single al coloanei sonore. Aceasta a fost a doua colaborare între Tesfaye și Lamar, după piesa „Sidewalks” de pe albumul Starboy.
După ce a fost tachinat și scurs în zilele anterioare, pe 30 martie 2018, a fost lansat Ep-ul My Dear Melancholy.
Pe 6 iunie 2018, Tesfaye și-a anunțat noua emisiune de radio Beats 1 Memento Mori. Primul episod a fost lansat două zile mai târziu.
Pe 21 noiembrie 2018, albumul de compilație The Weeknd in Japan a fost lansat și a servit ca primul său album cu cele mai mari hituri.

## 2019-2020 After Hours
În ianuarie 2019, Abel și producătorul francez Gesaffelstein, care au lucrat anterior cu Abel la EP My Dear Melancholy, Gesaffelstein au lansat „Lost in the Fire”, al doilea single de pe al doilea album de studio al acestuia din urmă, Hyperion.
Pe 18 aprilie 2019, Abel a lansat „Power Is Power” alături de SZA și Travis Scott, o piesă a piesei din „For the Throne: Music Inspirat de HBO Seria Game of Thrones”, inspirată din emisiunea de televiziune Game of Thrones, din care Abel însuși este un fan. Pe 5 mai, Abel, SZA și Travis Scott au lansat videoclipul piesei inspirate din Game of Thrones.
Pe 24 noiembrie 2019, „Blinding Lights”, single-ul principal al celui de-al patrulea album de studio After Hours, a fost anunțat printr-o reclamă Mercedes-Benz la televiziunea germană. A doua zi, au apărut imagini ale unui videoclip muzical filmat în Fremont Street, Las Vegas.
În promovarea viitorului album, episodul șapte al emisiunii radio Memento Mori Beats 1 a managerului lui Abel, Amir Esmailian, a fost lansat pe 27 noiembrie 2019. Single-ul „Heartless” a debutat pe locul 32 pe Billboard Hot 100 și ulterior a devenit al patrulea single pe grafic, săptămâna următoare. Cel de-al doilea single "Blinding Lights" a debutat pe locul 11 pe Billboard Hot 100 în aceeași săptămână, "Heartless" l-a înălțat, a scăzut la numărul 52 în a doua săptămână și a ajuns pe primul loc în top pe 4 aprilie 2020. Tesfaye a dezvăluit titlul albumului, After Hours, și data lansării, 20 martie 2020, pe 19 februarie 2020 și a lansat titlul albumului ca single promoțional simultan.
Pe 7 martie 2020, Abel a apărut în Saturday Night Live, interpretând „Blinding Lights” și ineditul „Scared to Live”. Albumul a fost lansat pe 20 martie 2020, conținând single-urile „Heartless”, „Blinding Lights” și „In Your Eyes”. Discul a debutat pe vârful US Billboard 200, câștigând 444.000 de unități echivalente cu albumul, din care 275.000 au fost în vânzări pure. Pe 29 martie 2020, Abel a anunțat lansarea a încă trei melodii inedite anterior: „Nothing Compares”, „Missed You” și „Final Lullaby”. În prima săptămână a albumului, Abel a devenit primul artist care a condus simultan topurile Billboard 200, Billboard Hot 100, Billboard Artist 100, Hot 100 Songwriters și Hot 100 Producers. After Hours a avut o a doua săptămână consecutivă pe primul loc în topul Hot 100 Songwriters în aprilie 2020, datorită a cinci intrări pe ultimul Billboard Hot 100 (single), toate din care a co-scris și coprodus.
Pe 7 august 2020, raposatul și cântărețul american Juice Wrld a lansat „Smile” ca single, cu Abel ca lungmetraj. Trei săptămâni mai târziu, pe 28 august, a lansat single-ul „Over Now” alături de DJ-ul și producătorul de discuri scoțieni Calvin Harris. După șase ani, Abel a lucrat din nou cu Ariana Grande la o piesă numită „Off the Table”. Piesa a fost prezentată pe pista a cincea a albumului ei, Poziții, lansat pe 30 octombrie 2020. În aceeași zi, Magic Oneohtrix Point Never a fost lansat de Daniel Lopatin. Albumul avea voci de la Abel pe pista a opta, „No Nightmares”. De asemenea, a produs executiv albumul împreună cu Lopatin. La 5 noiembrie 2020, Maluma a lansat remix-ul „Hawái” cu Abel. De asemenea, a debutat trei spectacole live pe Vevo în noiembrie 2020 și a concertat la Jingle Ball al iHeartRadio alături de alți artiști pe 10 decembrie 2020.

Așteptat pe scară largă să primească mai multe nominalizări pentru After Hours, Abel a fost exclus din orice nominalizare pentru a 63-a ediție a premiilor Grammy în martie 2021. Abel a criticat Academia de înregistrări prin intermediul rețelelor sociale, susținând corupție. Au apărut speculații cu privire la faptul că anunțul despre viitoarea sa performanță la spectacolul de pauză Super Bowl LV, precum și discrepanța de a fi nominalizat ca muzică pop față de R&B au contribuit la respirații. Ca răspuns la controversă, președintele interimar al Academiei, Harvey Mason Jr., a emis o declarație:
Înțelegem că Weeknd este dezamăgit că nu este nominalizat. Am fost surprins și pot empatiza cu ceea ce simte. Muzica sa din acest an a fost excelentă, iar contribuțiile sale la comunitatea muzicală și la lumea largă sunt demne de admirația tuturor. Am fost încântați când am aflat că va cânta la viitorul Super Bowl și ne-ar fi plăcut să-l facem să cânte și el pe scena Grammy în weekendul anterior. Din păcate, în fiecare an, există mai puține nominalizări decât numărul artiștilor care merită. Dar, fiind singurul premiu de muzică votat de colegi, vom continua să recunoaștem și să sărbătorim excelența în muzică, în timp ce vom arăta o lumină asupra numeroșilor artiști uimitori care alcătuiesc comunitatea noastră globală. Pentru a fi clar, votul în toate categoriile s-a încheiat cu mult înainte de a fi anunțată performanța Weeknd la Super Bowl, așa că în niciun caz nu ar fi putut afecta procesul de nominalizare. Toți nominalizații la premiile Grammy sunt recunoscuți de organul de vot pentru excelența lor și îi felicităm pe toți.
În ianuarie 2021, Abel a răspuns spunând că premiile sale Grammy anterioare nu mai au valoare pentru el. În ciuda faptului că Academia de înregistrări a anunțat eliminarea comitetelor de nominalizare private, el a spus că, înainte de carieră, el va împiedica casa de discuri să-și prezinte lucrările la Academia de înregistrări.

## 2021-2022 Super Bowl LV și Dawn Fm
Pe 5 februarie 2021, Abel a lansat cel de-al doilea album cu cele mai mari hituri The Highlights. Albumul a debutat pe locul doi în Billboard 200 din SUA, devenind cel mai înalt album compilație al lui Abel și cel mai mare debut în prima săptămână pentru un album de cele mai mari hituri de la Fully Loaded: God's Country (2019).
Abel a titrat Super Bowl LV halftime show pe 7 februarie 2021, devenind primul artist solo canadian care a condus spectacolul. Se pare că a cheltuit 7 milioane de dolari din proprii bani pentru spectacolul de la Super Bowl. Recenziile spectacolului au fost mixte. Spectacolul a dus la o creștere a fluxului și a descărcărilor pentru albumul After Hours al lui Abel, precum și pentru celelalte șapte melodii pe care le-a interpretat. Spectacolul de la jumătatea timpului a câștigat trei nominalizări la cea de-a 73-a ediție a premiilor Primetime Emmy: Special Variety (Live), Remarcabil Design de iluminat/Directie de iluminat pentru o specialitate de varietate și Regie tehnică remarcabilă, Camera, Control video pentru un Special.
În martie 2021, Abel și-a reeditat mixtape-ul de debut House of Balloons în forma sa autentică cu mix-urile și mostrele originale pentru a sărbători a zecea aniversare de la lansare. Într-o colaborare cu arhitectul Daniel Arsham, odată cu reeditarea a fost lansată și mărfuri în ediție limitată. Șase luni mai târziu, în august, Abel și-a reeditat joi al doilea mixtape din 2011 pentru a sărbători a zecea aniversare de la lansare. La fel ca House of Balloons, marfa în ediție limitată a fost lansată pentru a însoți reeditarea, concepută de artistul Mr. Yanen. Patru luni mai târziu, în decembrie, Abel și-a reeditat ultima sa mixtape din 2011 Echoes of Silence pentru a sărbători a zecea aniversare de la lansare. În urma celor două mixtape anterioare, împreună cu reeditarea a fost lansată marfa în ediție limitată, concepută de ilustratorul Hajime Sorayama. Abel la Billboard Music Awards 2021 Abel a început să tachineze muzică nouă în mai 2021. Când a fost întrebat despre un nou album în timpul unui interviu cu Variety, el a explicat că „dacă ultimul album este After Hours al nopții, atunci The Dawn vine”. Pe 11 mai, Tesfaye a interpretat „Save Your Tears” la Brit Awards. De asemenea, a acceptat primul său premiu Brit pentru artist solo internațional masculin, care i-a fost oferit de fosta primă doamnă a Statelor Unite Michelle Obama. Pe 24 mai, Abel a interpretat „Save Your Tears” la Billboard Music Awards. A fost nominalizat pentru un record de șaisprezece premii și a câștigat zece, inclusiv Top Artist și Top Hot 100 Song. Când și-a acceptat premiile, Abel a continuat să tachineze muzică nouă spunând „After Hours sau terminat si Vin Zori”. Pe 28 mai, a interpretat remixul „Save Your Tears” la iHeartRadio Music Awards cu Ariana Grande. Pe 25 iunie, Abel a apărut pe single-ul lui Doja Cat „You Right” de pe al treilea album al ei de studio Planet Her. Pe 22 iulie, a apărut pe single-ul lui Belly „Better Believe” cu Young Thug de pe al treilea album al său de studio See You Next Wednesday.
Pe 2 august 2021, Abel a lansat un fragment de muzică nouă pe rețelele sociale. Mai târziu în aceeași zi, el a acoperit numărul din septembrie 2021 al revistei GQ, marcând prima publicație globală a revistei.  Apoi, într-o colaborare cu NBC Sports și Jocurile Olimpice de vară din 2020, Abel și-a anunțat single-ul „Take My Breath”, care a fost lansat pe 6 august.  Mai târziu în aceeași lună, el a apărut pe cel de-al zecelea album de studio al lui Kanye West, Donda, pe piesa „Hurricane”, care a câștigat cea mai bună interpretare rap melodic la cea de-a 64-a ediție a premiilor Grammy.
Pe 4 octombrie 2021, în timpul unui episod din Memento Mori, Abel a dezvăluit că al cincilea album al său de studio este complet și că așteaptă „un cuplu de personaje care sunt cheia narațiunii”. El a dezvăluit, de asemenea, că va fi prezentate în câteva melodii care vor ajunge înainte de lansarea albumului. Pe 18 octombrie, Tesfaye a anunțat că următorul său turneu, intitulat inițial The After Hours Tour, se va desfășura în întregime pe stadioane din cauza constrângerilor din arenă și este programat să înceapă în iulie 2022. Turneul a fost redenumit After Hours til Dawn Tour și va include elemente din al patrulea și al cincilea album de studio al său. Abel Tesfaye este în prezent în turneu în America de Nord și va vizita continentele America de Sud, Europa, Asia, Africa, Orientul Mijlociu și țara Australia.
Pe 22 octombrie 2021, Abel a apărut pe single-ul Swedish House Mafia, „Moth To A Flame”, de pe albumul lor de debut, Paradise Again. Pe 5 noiembrie, a apărut pe single-ul Post Malone „One Right Now” de pe al patrulea album al său de studio Twelve Carat Toothache.  Pe 11 noiembrie, a apărut pe single-ul Rosalíei „La Fama” de pe al treilea album al ei de studio, Motomami. Pe 16 decembrie, Abel a fost prezentată pe single-ul lui FKA Twigs „Tears in the Club” din mixtape-ul ei de debut Caprisongs.  A doua zi, pe 17 decembrie, el a fost prezentat pe single-ul lui Aaliyah „Poison” de pe albumul ei postum Uns. depășibil.
Abel și-a lansat cel de-al cincilea album de studio Dawn FM pe 7 ianuarie 2022. După lansare, albumul a debutat pe locul doi în Billboard 200 cu 148.000 de unități, marcând a opta intrare în top 10 a lui Abel și al doilea album non-consecutiv care a debutat pe locul doi. De asemenea, a doborât recordul pentru cele mai multe intrări simultane pentru un solist masculin la Billboard Global 200, cu douăzeci și patru de cântece în top. Pe lângă „Take My Breath”, Dawn FM a fost susținut de single-urile „Sacrifice” și „Out of Time”. O ediție de „lume alternativă” a albumului, care conține un remix de Sacrifice, versiunea single a „Take My Breath” și piesa lansată anterior „Moth To A Flame”, a fost lansată pe 12 ianuarie. După un timp, la versiune a fost adăugat și un remix al piesei „Out Of Time”. Ediția alternativa mondială a fost lansată alături de un videoclip muzical pentru melodia „Gasoline” și un videoclip muzical pentru Sacrifice Remix. Pe 26 februarie, Tesfaye a lansat în premieră The Dawn FM Experience, o muzică specială de televiziune în parteneriat cu Amazon Prime Video.
Pe 3 martie, Abel a anunțat datele spectacolului pentru prima etapă a turneului său After Hours til Dawn Stadium. Etapa 1 se întinde prin Statele Unite și Canada. Datele pentru alte țări nu au fost încă anunțate. Pe 20 martie, Weeknd a jucat într-un episod din desenul animat The Simpsons. Un videoclip muzical a fost lansat pe 5 aprilie, pentru piesa „Out of Time”. Videoclipul îi are în distribuție pe HoYeon Jung și Jim Carrey. Pe 18 aprilie, a fost capul principal al Festivalului de Muzică și Arte din Coachella Valley pentru a doua oară, cântând alături de Swedish House Mafia. Pe 22 iulie, a fost lansat un alt videoclip muzical, pentru piesa „How Do I Make You Love Me?”. Pe 26 iulie 2022, Weeknd a anunțat că va găzdui o casă bântuită la Universal Studios Hollywood pentru Halloween, ca parte din Nopțile de groază de Halloween de la Universal a găzduit fiecare Halloween. El va stila casele bântuite cu estetica albumului său After Hours din 2020 și a videoclipurilor muzicale și a altor lucrări de artă corespunzătoare.
Abel Tesfaye a lansat diverse remixuri de melodii de pe Dawn FM. Pe 22 aprilie 2022, a lansat un remix al piesei „Out Of Time”, în colaborare cu Kaytranada. La 1 iulie 2022, a colaborat cu Mike Dean și a realizat un remix pentru piesa „Starry Eyes”. Pe 8 iulie 2022, Abel a lansat un remix pentru piesa „Dawn FM”, în colaborare cu Oneohtrix Point Never. Cu videoclipul piesei „How Do I Make You Love Me?”, Weeknd a lansat un remix al piesei pe 22 iulie 2022. A colaborat cu Sebastian Ingrosso și Salvatore Ganacci. Pe 5 august 2022, Abel Tesfaye a colaborat cu Summer Walker, pentru a realiza un remix al piesei „Best Friends”. Pe data de 4 decembrie, acesta a anunțat că va contribui la, soundtrack-ul filmului Avatar (The Way Of Water) cu o melodie, numită "Nothing Is Lost (You Give Me Strenght). Acesta a apărut pe noul album al producerului Metro Boomin, sub o melodie intitulată, "Creepin" în colaborare cu rapperul britanic, 21 Savage.

## 2023 - prezent
Pe 18 august 2023, în ultimul concert de la Wembley (UK), el a anunțat oficial sfârșitul istoriei sale ca artist sub numele de „The Weeknd”, care va fi numit simplu „ Abel Tesfaye” după lansarea următorului său album, care va încheia trilogia începută cu After Hours.

## Discografie
- Kiss Land (2013)
- Beauty Behind the Madness (2015)
- Starboy (2016)
- My dear Melancholy (2018)
- After Hours (2020)
- Dawn FM (2022)
- Hurry Up Tomorrow (2025)

## Compilation album
- Trilogy (2012)
- The Weeknd In Japan (2018)
- The Highlights (2021)

## Mixtapes
- House of Balloons (2011)
- Thursday (2011)
- Echoes of Silence (2011)

## Turnee
- The Weeknd International Tour (2012)
- The Weeknd Fall Tour (2012)
- Kiss Land Fall Tour (2013)
- King of the Fall Tour (2014)
- The Madness Fall Tour (2015)
- Starboy: Legend of the Fall Tour (2017)
- The Weeknd Asia Tour (2018)
- After Hours Till Dawn Stadium Tour (2022)